# Le Crest
Le Crest település Franciaországban, Puy-de-Dôme megyében. Lakosainak száma 1300 fő (2022. január 1.). Le Crest Chanonat, Orcet, La Roche-Blanche, Saint-Amant-Tallende, Tallende és Veyre-Monton községekkel határos.

## Népesség
A település népességének változása:
| Lakosok száma | 1326 | 1289 | 1296 | 1267 | 1270 | 1269 | 1279 | 1290 | 1300 |
|               | 2013 | 2015 | 2016 | 2017 | 2018 | 2019 | 2020 | 2021 | 2022 |